# Clifford (tekenfilmserie)

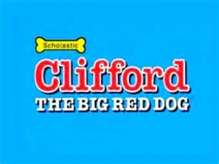
De titelkaart van de serie

Clifford, de grote rode hond is een Amerikaans-Britse tekenfilmserie voor kinderen. Het gaat over een meisje Emily-Elisabeth die samen met haar hond grote hond Clifford op het Birdwell-eiland woont. Hier beleven zowel Emily-Elisabeth als Clifford diverse avonturen. Clifford heeft onder meer T-Bone en Cleo als speelmaatjes, en Emily heeft weer haar eigen vrienden en vriendinnetjes waar ze mee optrekt. Het karakter van Clifford is dat hij erg gehoorzaam is, maar zichzelf door zijn hondenvriendjes makkelijk laat verleiden, maar desondanks is Emily-Elisabeth nooit boos op Clifford.
De tekenfilm is gebaseerd op de boekenserie Clifford the Big Red Dog van Norman Bridwell (1928-2014), voor het eerst gepubliceerd in 1963. De tekenfilm werd geproduceerd door Scholastic Productions en werd aanvankelijk uitgezonden door PBS tussen 4 september 2000 en 25 februari 2003. De stem van de hond werd ingesproken door de Amerikaanse acteur John Ritter. De serie is ook Nederlands gesproken.
In 2021 verscheen een gelijknamige bioscoopfilm die op deze serie was gebaseerd.